# 2397 Lappajärvi
2397 Lappajärvi este un asteroid din centura principală, descoperit pe 22 februarie 1938 de Yrjö Väisälä.